# Mandy-Rae Cruickshank
Pour les articles homonymes, voir Cruickshank.
Mandy-Rae Cruickshank, née le 11 mai 1974 au Canada, est une apnéiste canadienne. Elle fut détentrice de 6 records du monde.[réf. souhaitée]